# Herman z Opatowca
Herman z Opatowca (zm. w 1359 roku) – szlachcic, kanonik gnieźnieński, krakowski, kruszwicki, kanonik sandomierski w latach 1325–1327, kanonik honorowy wiślicki, łęczycki i  włocławski.